# Liste antiker Ortsnamen und geographischer Bezeichnungen/Ib
| Lateinischer Name | Griechischer Name | Beschreibung                                            | Heute                                                             | Quellen und Verweise             | Lage |
| ----------------- | ----------------- | ------------------------------------------------------- | ----------------------------------------------------------------- | -------------------------------- | ---- |
| Iban              | Ἴβαν (Iban)       | Hauptstadt von Vaspurakan                               | Van in der Türkei                                                 | Georgios Kedrenos II.774; Smith; |      |
| Ibera             |                   |                                                         |                                                                   | Smith;                           |      |
| Iberes            |                   |                                                         |                                                                   | Smith;                           |      |
| Iberia            | Ἰβηρία (Ibēria)   | Iberien, Landschaft und Königreich südlich des Kaukasus | Landschaft östlich des Lichi-Gebirges im Tal der Kura in Georgien | Smith;                           |      |
| Iberia Indiae     |                   |                                                         |                                                                   | Smith;                           |      |
| Ibericum Mare     |                   |                                                         |                                                                   | Smith;                           |      |
| Iberingae         |                   |                                                         |                                                                   | Smith;                           |      |
| Iberus            |                   |                                                         |                                                                   | Smith;                           |      |
| Ibes              |                   |                                                         |                                                                   | Smith;                           |      |
| Ibettes           |                   |                                                         |                                                                   | Smith;                           |      |
| Ibiones           |                   |                                                         |                                                                   | Smith;                           |      |
| Ibliodurum        |                   |                                                         |                                                                   | Smith;                           |      |